# Gwent

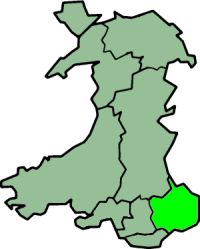
Gwents läge i Wales

Gwent är ett område i sydöstra Wales. Det är sedan 1996 ett bevarat grevskap (preserved county, det vill säga ett ståthållarskap) uppdelat i kommunerna Newport, Blaenau Gwent, Torfaen, Caerphilly och Monmouthshire. 1974–1996 var det ett administrativt grevskap, och före 1974 ett grevskap under namnet Monmouthshire. Namnet Gwent kommer från ett tidigmedeltida kungarike i området.
Det traditionella Monmouthshire gränsade mot Brecknockshire och Glamorgan i Wales, och Gloucestershire och Herefordshire i England. Fram till 1844 ingick också enklaven Welsh Bicknor, mellan Gloucestershire och Herefordshire, i Monmouthshire.

## Historia
Kungariket Gwent erövrades av normanderna under 1000-talet, och kom då under engelskt styre. Vid Laws in Wales Acts 1535-1542 blev Wales slutgiltigt en del av det engelska riket, och i samband med detta upprättades grevskapet Monmouthshire. Dock nämndes inte Monmouthshire i en lista över Wales grevskap, vilket gjorde att det blev oklart om grevskapet hörde till England eller till Wales. I Encyclopædia Britannicas utgåva från 1911 står det att Monmouthshire var en del av England, men att alla lagar som bara gällde i Wales även gällde i Monmouthshire. Welsh Office, som upprättades 1964, fick Wales inklusive Monmouthshire som sitt ansvarsområde, och av administrativa orsaker fastställdes genom en regeringsorder 1968 och i Local Government Act 1972 att Monmouthshire låg i Wales. Från och med kommunreformen 1974, som var ett resultat av 1972 års lag, låg området definitivt i Wales.